# Duszek
Duszek − w terminologii LARP-ów osoba pełniąca funkcję sędziego, osoby kontrolującej przebieg rozgrywki i moderatora.
Duszki odgrywają podobną rolę co mistrz gry w tradycyjnych systemach Role Playing. Są oni najczęściej wybierani z grona osób, mających doświadczenie w uczestnictwie w danym LARP-ie. W wielu tego typu imprezach osoby te mają element odróżniający ich od reszty graczy, np. ubiór. Osoby te mają najczęściej prawo przerwać grę oraz upomnieć gracza nieprzestrzegającego reguł (łącznie z drobnymi karami), jednak poważne decyzje, np. o wykluczeniu gracza z zabawy podejmują organizatorzy.